# Västra Görsjön
Västra Görsjön är en sjö i Hagfors kommun i Värmland och ingår i Göta älvs huvudavrinningsområde. Sjön är 6 meter djup, har en yta på 0,133 kvadratkilometer och befinner sig 251,9 meter över havet. Sjön avvattnas av vattendraget Görsjöbäcken.

## Delavrinningsområde
Västra Görsjön ingår i det delavrinningsområde (665835-138620) som SMHI kallar för Utloppet av Västra Görsjön. Medelhöjden är 284 meter över havet och ytan är 1,8 kvadratkilometer. Det finns ett avrinningsområde uppströms, och räknas det in blir den ackumulerade arean 5,37 kvadratkilometer. Görsjöbäcken som avvattnar avrinningsområdet har biflödesordning 4, vilket innebär att vattnet flödar genom totalt 4 vattendrag innan det når havet efter 357 kilometer. Avrinningsområdet består mestadels av skog (80 procent). Avrinningsområdet har 0,13 kvadratkilometer vattenytor vilket ger det en sjöprocent på 7,3 procent.